# Lennart Skoglund
Karl Lennart Skoglund (Stoccolma, 24 dicembre 1929 – Stoccolma, 8 luglio 1975) è stato un calciatore svedese, di ruolo centrocampista o attaccante.

## Biografia
Era soprannominato Nacka, dal quartiere della capitale svedese in cui era nato.
Nel 1952 sposò Nuccia Zirilli, all'epoca Miss Calabria, da cui ebbe i figli Evert e Giorgio, anch'essi calciatori.
Dopo essersi ritirato dall'attività agonistica rimase definitivamente in Svezia, lasciando in Italia la famiglia. Iniziò ad avere problemi legati all'alcolismo, che lo portarono a diversi ricoveri ospedalieri e al suicidio nella sua casa d’infanzia l'8 luglio 1975; a fianco al cadavere furono rinvenute delle pastiglie.
Nel 1984, di fronte alla sua casa, fu eretta una statua raffigurante il calciatore: la costruzione è ispirata ad un gol segnato direttamente da calcio d'angolo, dopo il suo ritorno all'Hammarby. Nel 2001 la piazza è stata ufficialmente rinominata Nackas Hörna (L'angolo di Nacka).

## Caratteristiche tecniche
Mancino di piede, giocava come mezzala o ala sinistra; abile nel dribbling per liberarsi del diretto marcatore, sfruttava queste sue doti come uomo-assist o per concludere l'azione in prima persona.

## Carriera

### Club

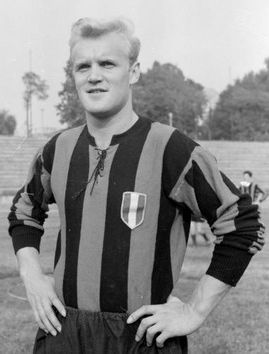
Skoglund con la maglia scudettata dell'Inter

Iniziò a giocare nella terza divisione svedese nella squadra dell'Hammarby, dove fu introdotto grazie al fratello maggiore. A 16 anni debuttò in prima squadra facendo 11 apparizione nel torneo di Serie B. A 18 anni fu eletto calciatore dell'anno ma si barcamenò nelle categorie inferiori e per guadagnarsi da vivere lavorava come elettricista. A 19 anni fu acquistato dall'AIK per 1.000 corone (circa 70 sterline) oltre a un cappotto per la madre e una tuta. Cominciò a giocare per la squadra riserve e durante la pausa invernale della stagione 1949-1950 partì in tour tra Regno Unito e Francia, dove il suo talento cominciò ad emergere. Ciononostante non fu ancora ritenuto pronto per giocare nella massima serie svedese dove le gare sarebbero riprese nel mese di aprile. A maggio venne selezionato per il Pressens lag, un team scelto da giornalisti per giocare partite amichevoli contro la nazionale maggiore. Il CT George Raynor, consapevole del potenziale del giocatore, lo convocò per la Coppa del Mondo.
Durante la Coppa le sue prestazioni attrassero l'attenzione degli osservatori della squadra brasiliana del San Paolo, che per lui offrirono l'equivalente di 10.000 dollari, ma il conguaglio fu ritenuto insufficiente da parte del dirigente dell'AIK che accompagnava la Nazionale svedese. In meno di un mese, Skoglund verrà venduto per un prezzo cinque volte superiore all'Inter.
Tornato in patria, giocò cinque gare con l'AIK, oltre alla finale di Svenska Cupen vinta contro l'Helsingborg, ma la squadra retrocesse; fu così ingaggiato dall'Inter per 12 milioni di lire venendo accolto da 10.000 tifosi. A Milano si consacrò definitivamente vincendo due scudetti consecutivi (nel 1953 e nel 1954) sotto la guida del tecnico Alfredo Foni, facendo da spalla ad un attacco con terminali offensivi molto prolifici come István Nyers e Benito Lorenzi. Esordì in maglia nerazzurra il 5 novembre 1950, nell'incontro Inter-Sampdoria (5-1); la domenica seguente segnò la sua prima rete, andando a segno in un derby vinto per 3-2. La sua ascesa verso la celebrità esacerbava un vizio che portava con sé da sempre ovvero l'alcool e finì in tribunale per una denuncia da parte di un tassista che lo accusava di aver vandalizzato il proprio mezzo. Il 4 aprile 1954 segnò due reti nella gara dominata per 6-0 contro la Juventus. In nove stagioni all'Inter disputò 246 partite, realizzando 57 reti. 

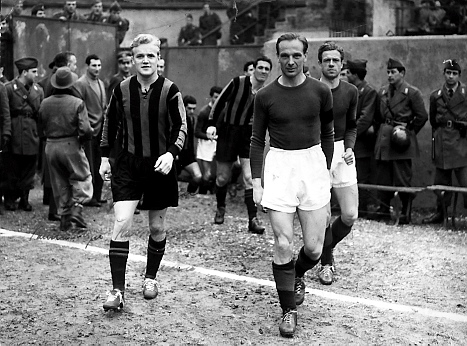
Skoglund (a sinistra) prima di Inter-Torino del 7 gennaio 1951, insieme al giocatore granata Kjell Rosén

Nel 1959, dopo una stagione condizionata da un infortunio e dalla dipendenza dall’alcol, venne ceduto alla Sampdoria. Giocò due stagioni a Genova, poi si trasferì al Palermo. In terra siciliana, tesserato con un contratto a gettone, giocò 6 partite prima di fare ritorno in patria, nella prima squadra della sua carriera calcistica. Proprio in quell'anno (1964) guadagnò la promozione in prima divisione con l'Hammarby. La società fece tutti gli sforzi possibili per trovargli un lavoro: venditore di macchine, tappeti e libri. Tuttavia il ragazzo non riuscì a mantenerli per più di due mesi. Si ritirò nel 1968 dopo una breve parentesi nel Kärrtorps IK, squadra di quarta serie allenata dal fratello Georg "Jojje" Skoglund.

### Nazionale
Esordì con la selezione svedese l'8 giugno 1950 in amichevole contro i Paesi Bassi.
Con la Nazionale svedese totalizzò 11 presenze, partecipando ai campionati mondiali nel 1950 e nel 1958, nel quale si consacrò come uno dei protagonisti della manifestazione: ottenne rispettivamente il terzo ed il secondo posto. Nel torneo ospitato proprio in Svezia, segnò la sua unica rete in Nazionale nella semifinale contro la Germania Ovest.

## Statistiche

### Presenze e reti nei club
| Stagione         | Squadra          | Campionato       | Campionato | Campionato | Coppe nazionali | Coppe nazionali | Coppe nazionali | Coppe continentali | Coppe continentali | Coppe continentali | Altre coppe | Altre coppe | Altre coppe | Totale | Totale |
| Stagione         | Squadra          | Comp             | Pres       | Reti       | Comp            | Pres            | Reti            | Comp               | Pres               | Reti               | Comp        | Pres        | Reti        | Pres   | Reti   |
| ---------------- | ---------------- | ---------------- | ---------- | ---------- | --------------- | --------------- | --------------- | ------------------ | ------------------ | ------------------ | ----------- | ----------- | ----------- | ------ | ------ |
| 1946-1947        | Hammarby         | D2               | 11         | 2          | CS              | 1               | 0               | -                  | -                  | -                  | -           | -           | -           | 12     | 2      |
| 1947-1948        | Hammarby         | D4               | 18         | 8          | -               | -               | -               | -                  | -                  | -                  | -           | -           | -           | 18     | 8      |
| 1948-1949        | Hammarby         | D3               | 16         | 3          | -               | -               | -               | -                  | -                  | -                  | -           | -           | -           | 16     | 3      |
| 1949-1950        | Hammarby         | D3               | 12         | 8          | -               | -               | -               | -                  | -                  | -                  | -           | -           | -           | 12     | 8      |
| lug.-dic. 1950   | AIK              | AL               | 5          | 0          | CS              | 1               | 0               | -                  | -                  | -                  | -           | -           | -           | 6      | 0      |
| 1950-1951        | Inter            | A                | 29         | 12         | -               | -               | -               | -                  | -                  | -                  | -           | -           | -           | 29     | 12     |
| 1951-1952        | Inter            | A                | 26         | 5          | -               | -               | -               | -                  | -                  | -                  | -           | -           | -           | 26     | 5      |
| 1952-1953        | Inter            | A                | 30         | 6          | -               | -               | -               | -                  | -                  | -                  | -           | -           | -           | 30     | 6      |
| 1953-1954        | Inter            | A                | 27         | 10         | -               | -               | -               | -                  | -                  | -                  | -           | -           | -           | 27     | 10     |
| 1954-1955        | Inter            | A                | 30         | 4          | -               | -               | -               | -                  | -                  | -                  | -           | -           | -           | 30     | 4      |
| 1955-1956        | Inter            | A                | 31         | 10         | -               | -               | -               | CdF                | 2                  | 0                  | -           | -           | -           | 33     | 10     |
| 1956-1957        | Inter            | A                | 31         | 3          | -               | -               | -               | CdF                | 1                  | 2                  | -           | -           | -           | 32     | 5      |
| 1957-1958        | Inter            | A                | 22         | 2          | CI              | 0               | 0               | -                  | -                  | -                  | -           | -           | -           | 22     | 2      |
| 1958-1959        | Inter            | A                | 15         | 3          | CI              | 1               | 0               | CdF                | 1                  | 0                  | -           | -           | -           | 17     | 3      |
| Totale Inter     | Totale Inter     | Totale Inter     | 241        | 55         |                 | 1               | 0               |                    | 4                  | 2                  |             | -           | -           | 246    | 57     |
| 1959-1960        | Sampdoria        | A                | 32         | 7          | CI              | 3               | 3               | -                  | -                  | -                  | -           | -           | -           | 35     | 10     |
| 1960-1961        | Sampdoria        | A                | 24         | 6          | CI              | 1               | 0               | -                  | -                  | -                  | CM          | 2           | 2           | 27     | 8      |
| 1961-1962        | Sampdoria        | A                | 22         | 2          | CI              | 0               | 0               | -                  | -                  | -                  | CA          | 0           | 0           | 22     | 2      |
| Totale Sampdoria | Totale Sampdoria | Totale Sampdoria | 78         | 15         |                 | 4               | 3               |                    | -                  | -                  |             | 2           | 2           | 84     | 20     |
| 1962-1963        | Palermo          | A                | 6          | 0          | CI              | 1               | 0               |                    | -                  | -                  |             | -           | -           | 7      | 0      |
| 1964             | Hammarby         | D2               | 18         | 4          | -               | -               | -               | -                  | -                  | -                  | -           | -           | -           | 18     | 4      |
| 1965             | Hammarby         | AL               | 12         | 0          | -               | -               | -               | -                  | -                  | -                  | -           | -           | -           | 12     | 0      |
| 1966             | Hammarby         | D2               | 14         | 3          | -               | -               | -               | -                  | -                  | -                  | -           | -           | -           | 14     | 3      |
| 1967             | Hammarby         | AL               | 12         | 0          | CS              | 2               | 2               | -                  | -                  | -                  | -           | -           | -           | 14     | 2      |
| Totale Hammarby  | Totale Hammarby  | Totale Hammarby  | 113        | 28         |                 | 1               | 0               |                    | -                  | -                  |             | -           | -           | 116    | 30     |
| 1968             | Kärrtorps IK     | D4               | 6          | 2          | -               | -               | -               | -                  | -                  | -                  | -           | -           | -           | 6      | 2      |
| Totale carriera  | Totale carriera  | Totale carriera  | 443        | 100        |                 | 10              | 5               |                    | 4                  | 2                  |             | 2           | 2           | 459    | 109    |

### Cronologia presenze e reti in nazionale
| Cronologia completa delle presenze e delle reti in nazionale ― Svezia | Cronologia completa delle presenze e delle reti in nazionale ― Svezia | Cronologia completa delle presenze e delle reti in nazionale ― Svezia | Cronologia completa delle presenze e delle reti in nazionale ― Svezia | Cronologia completa delle presenze e delle reti in nazionale ― Svezia | Cronologia completa delle presenze e delle reti in nazionale ― Svezia | Cronologia completa delle presenze e delle reti in nazionale ― Svezia | Cronologia completa delle presenze e delle reti in nazionale ― Svezia |
| Data                                                                  | Città                                                                 | In casa                                                               | Risultato                                                             | Ospiti                                                                | Competizione                                                          | Reti                                                                  | Note                                                                  |
| --------------------------------------------------------------------- | --------------------------------------------------------------------- | --------------------------------------------------------------------- | --------------------------------------------------------------------- | --------------------------------------------------------------------- | --------------------------------------------------------------------- | --------------------------------------------------------------------- | --------------------------------------------------------------------- |
| 8-6-1950                                                              | Solna                                                                 | Svezia                                                                | 4 – 1                                                                 | Paesi Bassi                                                           | Amichevole                                                            | -                                                                     |                                                                       |
| 25-6-1950                                                             | San Paolo                                                             | Italia                                                                | 2 – 3                                                                 | Svezia                                                                | Mondiali 1950 - 1º turno                                              | -                                                                     |                                                                       |
| 29-6-1950                                                             | Curitiba                                                              | Svezia                                                                | 2 – 2                                                                 | Paraguay                                                              | Mondiali 1950 - 1º turno                                              | -                                                                     |                                                                       |
| 9-7-1950                                                              | Rio de Janeiro                                                        | Brasile                                                               | 7 – 1                                                                 | Svezia                                                                | Mondiali 1950 - Girone finale                                         | -                                                                     |                                                                       |
| 8-6-1958                                                              | Solna                                                                 | Svezia                                                                | 3 – 0                                                                 | Messico                                                               | Mondiali 1958 - 1º turno                                              | -                                                                     |                                                                       |
| 12-6-1958                                                             | Solna                                                                 | Svezia                                                                | 2 – 1                                                                 | Ungheria                                                              | Mondiali 1958 - 1º turno                                              | -                                                                     |                                                                       |
| 15-6-1958                                                             | Solna                                                                 | Svezia                                                                | 0 – 0                                                                 | Galles                                                                | Mondiali 1958 - 1º turno                                              | -                                                                     |                                                                       |
| 19-6-1958                                                             | Solna                                                                 | Svezia                                                                | 2 – 0                                                                 | Unione Sovietica                                                      | Mondiali 1958 - Quarti di finale                                      | -                                                                     |                                                                       |
| 24-6-1958                                                             | Göteborg                                                              | Germania Ovest                                                        | 1 – 3                                                                 | Svezia                                                                | Mondiali 1958 - Semifinale                                            | 1                                                                     |                                                                       |
| 29-6-1958                                                             | Solna                                                                 | Svezia                                                                | 2 – 5                                                                 | Brasile                                                               | Mondiali 1958 - Finale                                                | -                                                                     |                                                                       |
| 7-10-1964                                                             | Solna                                                                 | Svezia                                                                | 3 – 3                                                                 | Polonia                                                               | Amichevole                                                            | -                                                                     |                                                                       |
| Totale                                                                |                                                                       | Presenze                                                              | 11                                                                    |                                                                       | Reti                                                                  | 1                                                                     |                                                                       |

## Palmarès

### Competizioni nazionali
- Coppa di Svezia: 1

AIK: 1950
- Campionato italiano: 2

Inter: 1952-1953, 1953-1954
- Superettan: 2

Hammarby: 1964, 1966